# Oisu
Koordinaten: 58° 45′ N, 25° 34′ O
Oisu (deutsch Oiso) ist ein Dorf (estnisch alevik) in der estnischen Landgemeinde Türi im Kreis Järva.

## Beschreibung und Geschichte
Oisu liegt 14 Kilometer südlich von Paide.  Das Dorf hat 410 Einwohner (Stand 2006).
Das Gut von Oisu wurde im 17. Jahrhundert gegründet. 1851 wurde das heutige Herrenhaus im Stil des Spätklassizismus errichtet. Der Mittelteil des Herrenhauses war zweigeschossig, die beiden Seitenflügel eingeschossig. Letzte Eigentümerin vor der Enteignung im Zuge der estnischen Landreform 1919 war die deutschbaltische Baronin Amalie Rausch von Traubenberg. Bereits 1912 war ein großer Teil des Landbesitzes von einer russischen Bank erworben worden, die das Areal aufteilte und estnischen Bauern verkaufte.
Von den 1960er bis 1980er Jahren diente das Herrenhaus als Verwaltungsgebäude für die örtliche Kolchose Estonia. Daneben waren darin das Kulturhaus und das Heimatmuseum des Ortes untergebracht. Das Herrenhaus wurde dabei stark umgebaut. Die Seitenflügel wurden auf zwei Geschosse erhöht.
Weitgehend erhalten geblieben ist der drei Hektar große Park des Gutes von Oisu mit seinem historischen Baumbestand. Darin befindet sich ein von dem Architekten Allan Murdmaa und dem Bildhauer Juhan Paberit geschaffenes Denkmal aus Granit, das allen Esten gewidmet ist, die zwischen 1918 und 1949 „für die Freiheit“ gefallen sind.
Das im Sommer 1995 eröffnete Gemeindemuseum von Oisu (Oisu vallamuuseum) zeigt zahlreiche Exponate zur Lokalgeschichte des Ortes. Ein Teil des Museums ist dem Schriftsteller Jaan Lintrop (1885–1962) und dem estnischen Rennfahrer und Politiker Toivo Asmer (* 1947) gewidmet.